# Аришка (село)
Аришка — село в Никольском районе Пензенской области России. Входит в состав Нижнешкафтинского сельсовета.

## География
Село находится в северо-восточной части Пензенской области, в подзоне северной лесостепи, в пределах западного склона Приволжской возвышенности, на берегах реки Аришки, вблизи места впадения её в реку Айву, на расстоянии примерно 34 километров (по прямой) к юго-западу от города Никольска, административного центра района. Абсолютная высота — 134 метра над уровнем моря.

### Климат
Климат характеризуется как умеренно континентальный, с холодной зимой и умеренно жарким летом. Средняя температура воздуха самого холодного месяца (января) составляет −13,3 °C (абсолютный минимум — −34 °C); самого тёплого месяца (июля) — 19,2 °C (абсолютный максимум — 39 °С). Безморозный период длится 126 дней. Годовое количество атмосферных осадков — 527 мм, из которых большая часть выпадает в период с апреля по октябрь. Устойчивый снежный покров образуется в конце ноября и держится в среднем 149 дней.

## Население
| 1748  | 1782  | 1864  | 1877  | 1897  | 1911  | 1926  |
| ----- | ----- | ----- | ----- | ----- | ----- | ----- |
| 712   | ↘472  | ↗1079 | ↗1263 | ↗1812 | ↗2181 | ↘1575 |
| 1930  | 1939  | 1959  | 1979  | 1989  | 1996  | 2002  |
| ↗1645 | ↘1440 | ↘972  | ↘549  | ↘469  | ↗484  | ↘396  |
| 2010  |       |       |       |       |       |       |
| ↘279  |       |       |       |       |       |       |

### Национальный состав
Согласно результатам переписи 2002 года, в национальной структуре населения русские составляли 91 % из 396 чел.